# Emma Böhmer

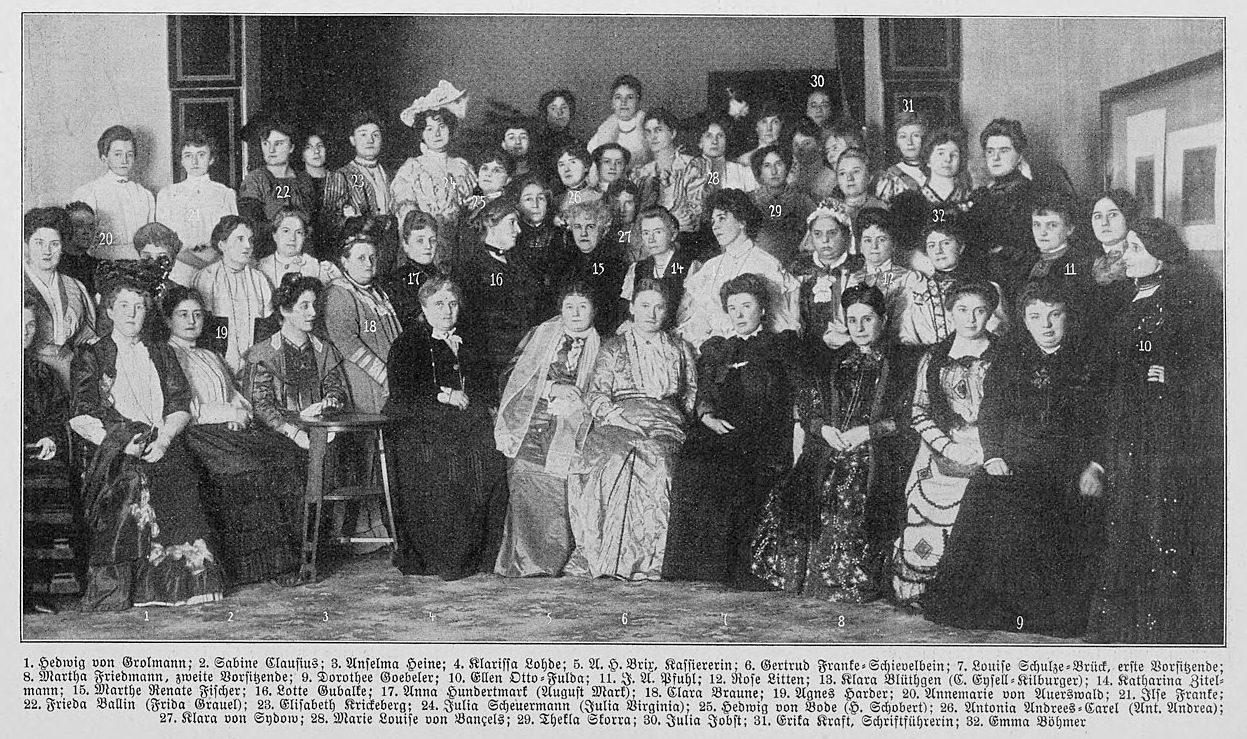
Deutscher Schriftstellerinnenbund, 1906, mit Emma Böhmer (letzte Reihe, 2. von Rechts, Nr. 32)

Emma Böhmer (* 22. März 1861 in Lüneburg; † 5. Mai 1943 in Celle) war eine deutsche Schriftstellerin und „lebenshungrige Rebellin“.

## Leben und Wirken
Emma Böhmer  war die Tochter eines Regierungsrates in Lüneburg. Sie besuchte ein Lehrerinnenseminar in Hannover und arbeitete dort als Lehrerin. Nach dem Tod der Eltern zog sie nach Verden zu ihrem Bruder, der dort Justizrat war. Nach dessen Tod 1899 zog sie nach Berlin und lebte dort als Schriftstellerin.

## Publikationen
Emma Böhmer veröffentlichte einige Romane und Novellen. Ihr Hauptthema war die kritische Auseinandersetzung mit familiären und gesellschaftlichen Konventionen und die Versuche, sich von diesen zu lösen, teilweise mit tragischem Ausgang.
- Sehnsucht, Roman, 1899
- Hinauf!, Roman, 1900
- Inkorrekt, Roman, 1901
- Ehe-Intermezzo, Roman, 1902
- Wenn die Sonne untergeht, Roman, 1908
- Freie Sklavinnen, Roman, 1915
- Der kleine April, Märchen, in Monatsreigen, Anthologie, 1920

Außerdem sind einige Briefe von ihr und an sie erhalten, darunter sechzehn von Hermann Hesse an sie und dreizehn von ihr an ihn, sowie weitere an Caesar Flaischlen, Arthur Schnitzler und andere.

## Bewertungen
Der Anthroposoph Rudolf Steiner schrieb 1901 über ihren Roman Inkorrekt

„[…]  Wir lernen in der Verfasserin eine ernst strebende Künstlerin und eine feine Beobachterin kennen. Sie schildert mit einer gewissen lyrischen Wärme, die in jedem Satze den Anteil erkennen lässt, mit der sie die Gestalten ihrer Phantasie umfasst. […]  Zwei Schwestern entwickeln sich aus einer ‚guten Familie‘ heraus. […]  Die andere Schwester, die Hauptfigur des Romans, setzt die innere Wahrheit ihres Wesens durch, so viel sie auch gezwungen wird, diese innerhalb des Kreises ihrer korrekten Familie immer wieder und wieder zu verbergen. Sie sucht sich Wege, um ihre künstlerischen Antriebe zur Entfaltung zu bringen. Sie muss alles, was sie nach dieser Richtung hin tut, hinter dem Rücken ihrer Eltern tun, weil diese in alle dem nur Verkehrtheiten des wahren Mädchencharakters erblicken können. Sie findet den Mann, der den Neigungen ihrer Seele das rechte Verständnis entgegenbringt. […] Da aber ein Unfall den plötzlichen Tod des Mannes herbeiführt, nimmt die Sache eine Wendung, welche zwar die Unnatur, innerhalb der sich das Mädchen entwickelt hat, blitzartig erleuchtet, aber ihre nach Selbständigkeit ringende Persönlichkeit zur völligen Befreiung nötigt. Sie wird bei dem eben gestorbenen Geliebten gefunden. Das bedeutet für alle ihre ‚korrekten‘ Angehörigen einen 
Skandal. Sie verlässt Haus und Familie und sucht auf ‚einsamer Fahrt‘ nach einem Leben in Freiheit.“